# 浜江省
浜江省（ひんこう-しょう）は満洲国にかつて存在した省。

## 歴史
1934年（康徳元年）12月1日、満洲国は黒竜江省及び吉林省を分割し哈爾浜市に浜江省を設置し、下部に呼蘭県、巴彦県、木蘭県、東興県、鉄驪県、慶城県、綏棱県、海倫県、綏化県、望奎県、青岡県、蘭西県、安達県、肇東県、肇州県、双城県、五常県、阿城県、賓県、延寿県、珠河県、葦河県、寧安県、穆棱県、東寧県、密山県、虎林県の27県を管轄した。
1937年（康徳4年）7月1日、寧安、穆棱、東寧、密山、虎林の5県が新設された牡丹江省に移管されると同時に哈爾浜特別市が普通市に改編され浜江省の管轄とされた。1939年（康徳6年）6月1日、綏化、望奎、海倫、綏棱、慶城、鉄驪の6県が新設された北安省に移管され、浜江省は1市16県1旗を管轄するようになった。
1945年8月、満洲国の解体に伴い自然消滅したが、浜江省地区には新たに松江省が設置されている。

## 行政区画
満洲国崩壊直前の下部行政区画は下記の通り
- 哈爾浜市
- 阿城県
- 賓県
- 双城県
- 五常県
- 珠河県
- 葦河県
- 延寿県
- 呼蘭県
- 巴彦県
- 木蘭県
- 肇東県
- 肇州県
- 蘭西県
- 東興県
- 安達県
- 青岡県
- 郭爾羅斯後旗

## 設置
1934年7月、満洲国政府により黒竜江省と吉林省を一部地域に浜江省が新設される。

## 廃止
1945年8月、満洲国の崩壊と共に自然消滅。

## 歴代省長
特記なき場合『世界諸国の制度・組織・人事 : 1840-2000』による。
- 呂栄寰：1934年12月1日 - 1935年5月21日
- 韓雲階：1935年5月21日 - 1935年5月25日
- 閻伝紱：1935年5月25日 - 1937年7月1日
- 施履本：1937年7月1日 - 1938年1月17日
- 韋煥章：1938年2月10日 - 1940年5月16日
- 于鏡濤：1940年5月16日 - 1943年4月20日
- 王子衡：1943年4月20日 - （終戦）